# La usurpadora
La usurpadora är en mexikansk såpopera (från åren 1998), med Gabriela Spanic och Fernando Colunga i huvudrollerna.

## Rollista (i urval)
- Gabriela Spanic – Paulina Martínez / Paola Montaner de Bracho
- Fernando Colunga – Carlos Daniel Bracho
- Libertad Lamarque – Abuela Piedad vda de Bracho
- Arturo Peniche – Edmundo Serrano
- Chantal Andere – Estefanía Bracho de Montero

### Fotnoter
Den här artikeln är helt eller delvis baserad på material från engelskspråkiga Wikipedia, tidigare version.